# Eutrichosiphum pasaniae
Eutrichosiphum pasaniae är en insektsart som först beskrevs av Shûji Okajima 1908.  Eutrichosiphum pasaniae ingår i släktet Eutrichosiphum och familjen långrörsbladlöss. Inga underarter finns listade i Catalogue of Life.